# Jan Dzierżon
Jan Dzierżon (polsk) eller Johann Dzierzon (tysk) (16. januar 1811 – 26. oktober 1906) var en polsk biavler bedst kendt for hans opdagelse af partenogenese blandt bier og for at designe en flytbar bikuberamme. Han var ligeledes romersk-katolsk præst. 
- Wikimedia Commons har flere filer relateret til Jan Dzierżon

1. 1 2  Navnet er anført på svensk og stammer fra Wikidata hvor navnet endnu ikke findes på dansk.